# Серангун (річка)
Серангун (малай. Sungei Serangoon; кит. 实龙岗河) — річка в Північно-Східному регіоні Сингапуру. 
8-кілометрова річка починається каналом біля Тампінс Роуд, протікає через Хуганг, де біля Сенгкангу до неї приєднується притока Санг Пінанг. Далі річка тече в напрямку Лоронга-Халусу, де до неї приєднується Санг Блукар і після чого потік впадає в гавань Серангун.

## Екологія
Попри те, що деякі частини річки біля Хуганга і Лоронга-Халусу були виведені в канали, дика природа річки залишається відносно незмінною. Такі птахи як чаплі, крячки, зимородки все ще мешкають в її акваторії. Область близько Лоронга-Халусу вважається одним з найкращих місць для спостереження за птахами в Сінгапурі.

## Подальший розвиток

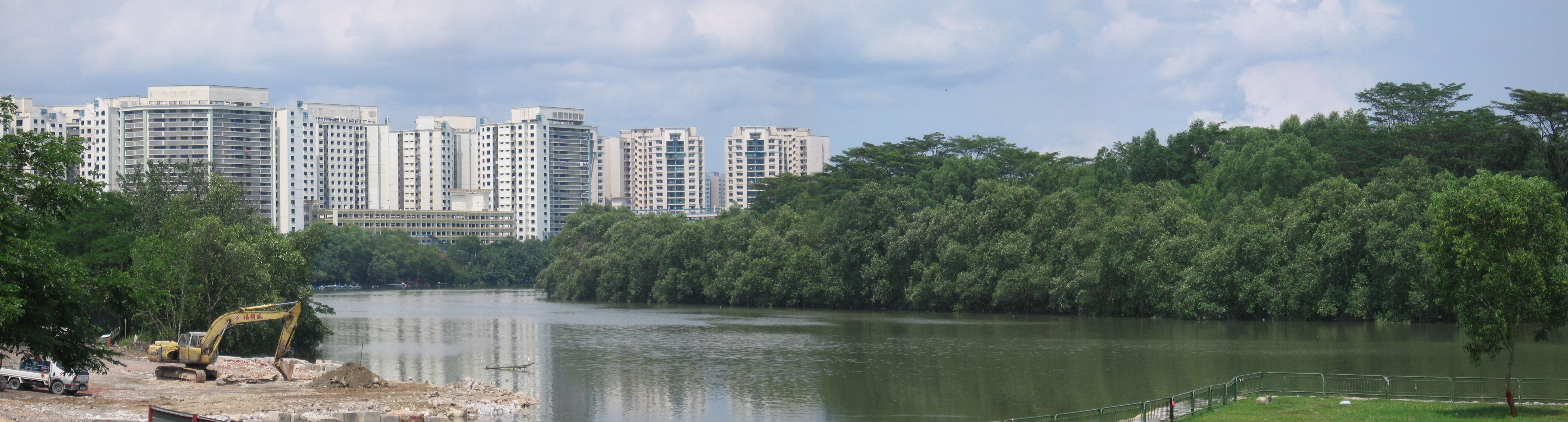
Річка Серангун з кварталом Рівервейл і його західним водосховищем на задньому плані.

У грудні 2009 року завершено спорудження дамби в гирлі річки Серангуну, що перетворила більшу частину потоку на Водосховище Серангун (англ. Serangoon Reservoir), яке стало 17-м прісноводним водосховищем Сінгапуру. Надалі побудовано канал завдовжки 4,2 кілометра, який зв'язав Водосховище Серангун Водосховищем Панггол.
Наукові дослідження показали, що побудова дамби призвела до втрат іхтіофауни: зі 129 видів риб, що мешкали в естуаріях Серангуну та Пангголу через півтора року після побудови дамби залишилося 32 види та вселилося додатково ще 7 видів. Це пов'язано з перетворенням естуарію з солонувато-водного на прісноводний.